# Donndorfstraße 1 (Quedlinburg)

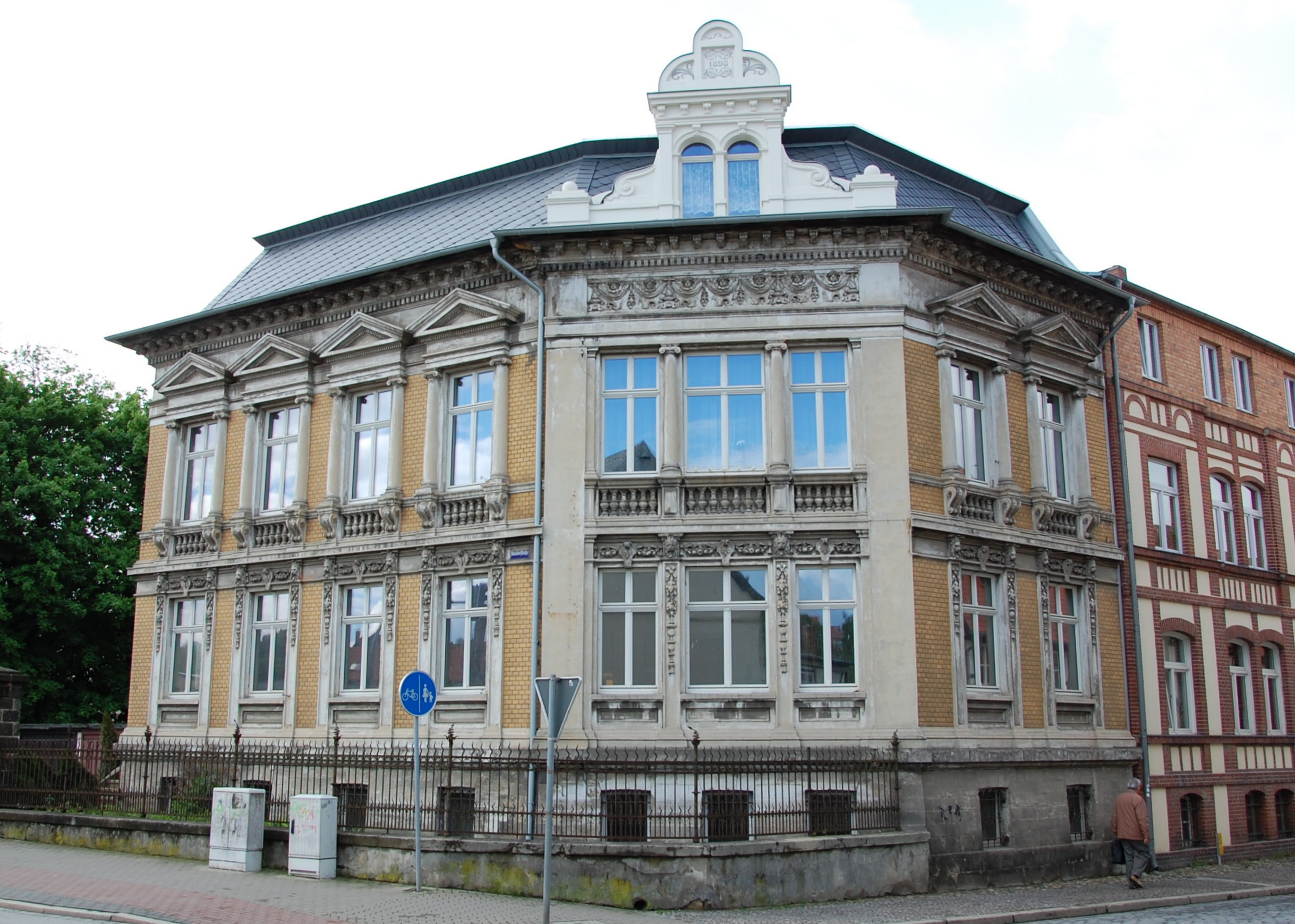
Haus Donndorfstraße 1

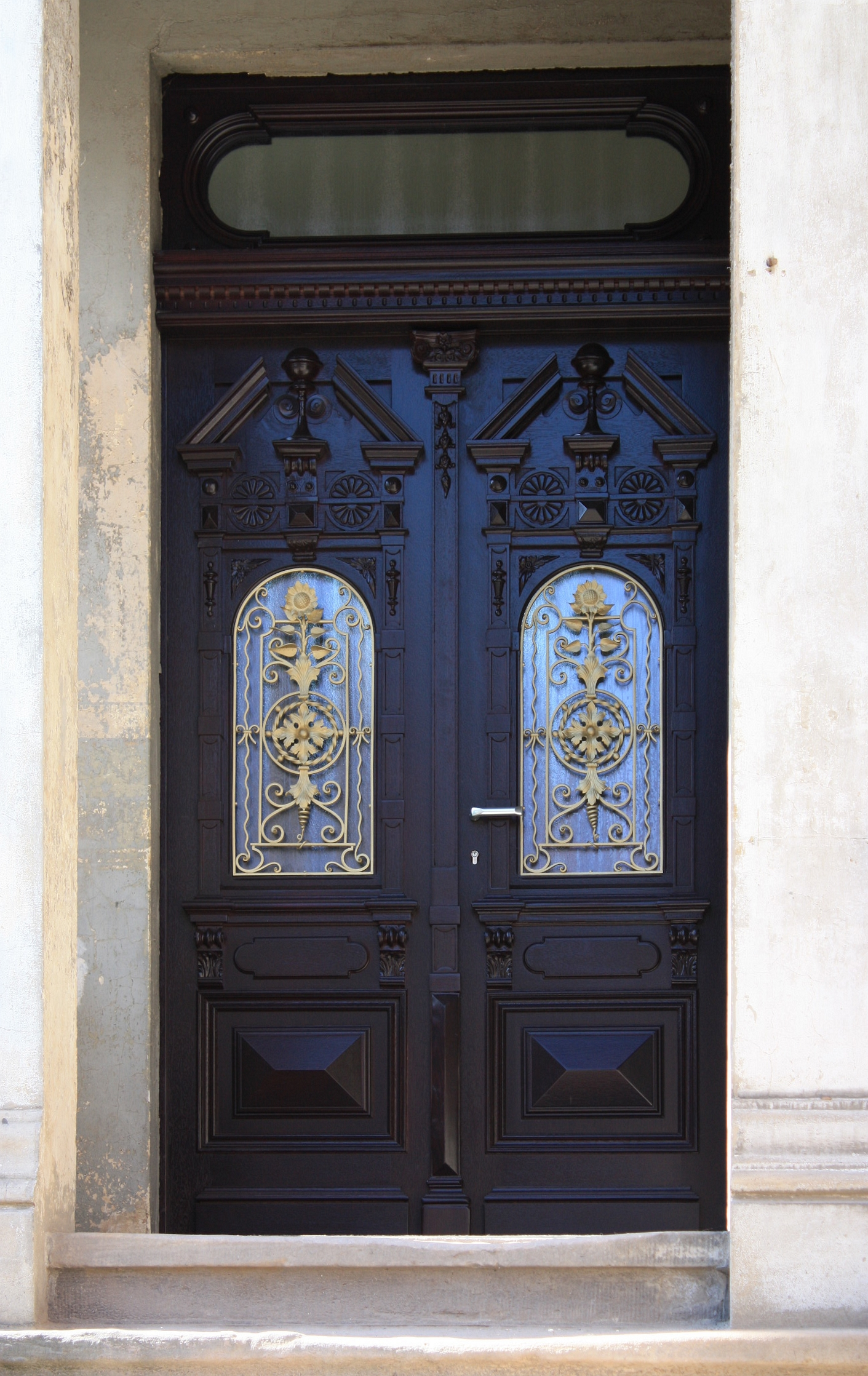
Haustür

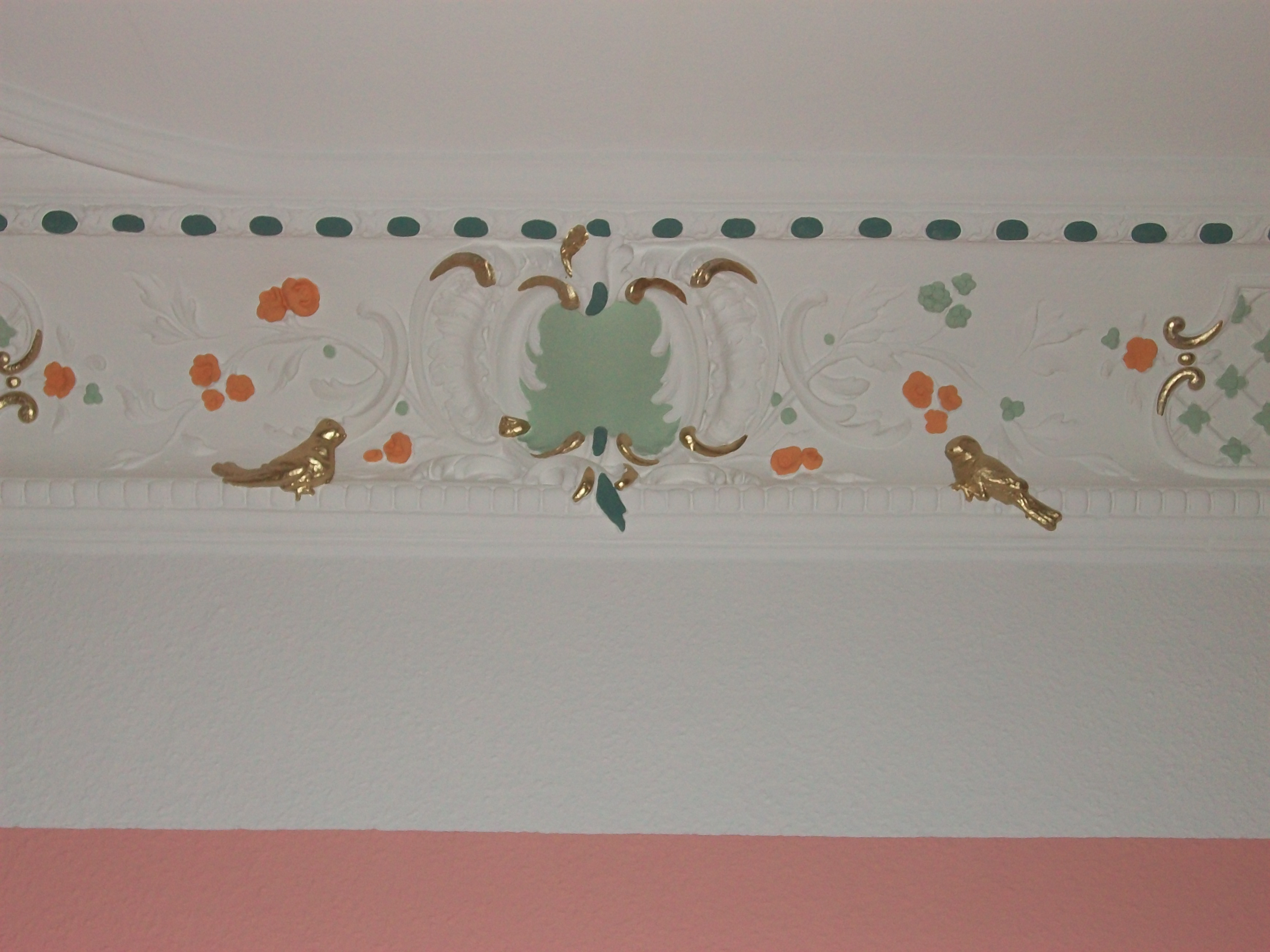
Stuckverzierung im Inneren der Villa

Das Haus Donndorfstraße 1 ist ein denkmalgeschütztes Gebäude in der Stadt Quedlinburg in Sachsen-Anhalt.

## Lage
Das Gebäude befindet sich nördlich der historischen Quedlinburger Altstadt in einer Ecklage an der Einmündung der Schmalen Straße auf die Donndorfstraße. Es ist im Quedlinburger Denkmalverzeichnis als Villa eingetragen.

## Architektur und Geschichte
Die Villa entstand 1897/98 in einem Bereich, in dem sich zuvor Teile der mittelalterlichen Stadtbefestigung befunden hatten. Im Denkmalverzeichnis wird für die dort als Donndorfstraße 1–2 bezeichnete Villa bereits 1880 als Baujahr angegeben. Das repräsentative Gebäude ist üppig mit historisierenden Schmuckelementen im Stil der Gründerzeit verziert.